# ヨハン・アーペル
ヨハン・アーペル（Johann Apel, 1486年 - 1536年4月27日) はドイツの人文主義法学者。ヴュルツブルク司教座聖堂参事会員。ヴィッテンベルク大学教授。プロイセン法務長官。ニュルンベルク市参事会顧問，弁護士，都市裁判所陪席判事。

## 生涯
ニュルンベルクの裕福な織物工の子として生まれる。1502年に新設のヴィッテンベルク大学に入学した。同期の入学者にシュパラティンがいる。1503年に教養学部で学士号を取得。1516年にはライプツィヒで学び、モゼラヌスの教師を務めたのち，1520年2月には再びヴィッテンベルクに戻り、フィリップ・メランヒトンと親交を深めた。
宗教改革の影響を受け、人文主義に傾倒したアーペルは、同じく聖職者であったフィッシャーが結婚したのに続き、聖マルクス修道院から拉致した修道女と結婚した。1523年5月、二人は修道士の独身義務に違反した罪で逮捕され、フラウエンベルクでの3ヶ月の獄中生活を経て8月に釈放されたが、職位を剥奪されヴュルツブルクから追放された。
追放後はヴィッテンベルクに移り、マルティン・ルターらの支援を受けて1524年にヴィッテンブルク大学法学部の教授に任ぜられ、前任者から引き継いだ学説彙纂の講座のほか、ユストゥス・ヨナースに代わって教令集および教皇令集の講座も担当した。1524年の冬学期には学長を務めた。1525年6月13日にアウグスティヌス修道院で行われたルターの結婚式に証人として立ち会った。1529年にはヴィッテンベルク荘園裁判所陪席判事に任ぜられた。
1530年、ブランデンブルク＝アンスバッハ公アルブレヒト1世に招かれ、フィッシャーの後任としてプロイセン法務長官に任ぜられた。1534年までケーニヒスベルクに滞在した後ニュルンベルクに移り、参事会顧問兼弁護人、都市裁判所陪席判事を務めた。

## 影響
アーペルは若くから人文主義者たちと交わり、ヴィッテンベルク時代にはフィリップ・メランヒトンと行動を共にした。そのため、中世のスコラ学的教授法「mos italicus」から離れ、新しい法学体系を開発しようと努めた。この試みはドイツにおける法学の発展に強い影響を与え、法体系をius in re（支配）とius ad rem（義務）に分割する結果となった。

## 主な著作
- 『Defensio pro suo conjugio』（独自の結婚のための弁明）、1524年
- 『Methodica dialectices ratio ad jurisprudentiam adcommodata』（法学に適用された弁証法的方法論）、1527年
- 『Isagoge per dialogum in quatuor libros Institutionum』（ユースティーニアーヌス帝Institutiones全四巻への対話による入門）、1540

彼の著作のリストは、J. Muther in Aus dem Universitäts- und Gelehrtenleben im Zeitalter der Reformation 1866 455-487ページに掲載されている。